# Nikolaus Storch
Nikolaus Storch (* vor 1500 in Zwickau; † nach 1536; Vorname auch Nicolaus geschrieben) war ein Tuchweber und Laienprediger aus dem sächsischen Zwickau. Er war der führende Kopf der radikal-reformatorischen Zwickauer Propheten, die auch nach ihm als Secta Storchitarum bezeichnet wurden.

## Leben
Die Herkunft Storchs liegt weitgehend im Dunkeln. Auch ist sein Geburtsdatum unbekannt. Vermutet wird, dass er in der zweiten Hälfte des 15. Jahrhunderts zur Welt kam. Dass er aus Zwickau stammt, lässt sich unter anderem mit der Hofer Chronik Enoch Widmanns (1551–1617) belegen; dort heißt es, dass Storch von „Zwickaw burtig“ sei. In den von Joannes Manlius (1535–1604?) wird Storch als „Claus Storck … Cygeneae natus“ (= aus Zwickau gebürtig) bezeichnet. Philipp Melanchthon nannte ihn ähnlich: „Nicolaus Stork, natum Cygneae“. Von daher ist die Annahme gerechtfertigt, dass es sich bei Nikolaus Storch um einen Abkömmling der in Zwickau alteingesessenen Storch-Familie handelt. In einem Ratsprotokoll aus dem Jahr 1547 findet sich der Hinweis auf einen Jorge Storch; er wird als „Man, ein sehr alten geschlechts“ bezeichnet. Anlässlich einer Visitation im Jahr 1529 war er als „Storch vor dem thor“ näher bezeichnet worden. Gleichzeitig hieß es dort: „Sey bruder war eyn erz thomist“ (= ein engagierter Anhänger Thomas Müntzers). Von daher war mit hoher Wahrscheinlichkeit der hier erwähnte Jorge ein Bruder Nikolaus Storchs.
Im Einfeltigen Bericht des Pfarrers Marcus Wagner (1527–1597) wird erwähnt, dass Storch die Lateinschule besucht und anschließend ein Studium der Freien Künste absolviert hat. Er schlug allerdings keine akademische Laufbahn ein, sondern erlernte den Beruf eines Tuchmachers. Er war Mitglied der sogenannten Knapperey, in der sich Tuchmacher- und Wollweber-Gesellen zusammengeschlossen hatten. Damit gehörte Storch gehörte zu den einfachen Handwerkern der Stadt.
Auffällig ist, dass der theologische Laie und Textilhandwerker Storch über ein umfangreiches Bibelwissen verfügte, was auf seine Zugehörigkeit zur Zwickauer Konventikelbewegung schließen lässt. Hier scheint er einen Teil seiner religiösen Sozialisation erlebt zu haben, die ihn offensichtlich stärker beeinflusste als die katholische Tradition seiner Umgebung. Thomas Kaufmann sieht bei ihm vor allem einen „waldensischen Hintergrund“. Dass er eines Tages öffentlich auftrat und zum Gründer und Anführer der Secta Storchitarum wurde, lässt sich nach Fichtel am besten mit einer „persönlichen geistlichen Erfahrung pneumatologischer Art“ erklären. Genauere Umstände seiner Erweckung sind unbekannt.
Im Mai 1520 übernahm Thomas Müntzer vertretungsweise die Zwickauer Marienkirchen-Pfarrei  des Lutherfreundes Johannes Sylvius Egranus. Nach dessen Rückkehr wechselte Müntzer an die Zwickauer Katharinenkirche. In der kurzen Zeit seines Aufenthaltes entwickelte sich eine enge Bezioehung zwischen ihm und Nikolaus Storch.  
Er war unter den, die dort im Zeitalter der Reformation eigenständige Kirchen- und Sozialreformen einleiteten. Er hatte Visionen und sah sich als Prophet Gottes mit dem Auftrag, die korrupte katholische Kirche zu bekämpfen. Er führte eine kleine Gruppe von Gleichgesinnten, die als Zwickauer Propheten bekannt wurden. Die Zwickauer Propheten gewannen durch ihre visionären Predigten enormen Zulauf und spalteten die Bürgerschaft Zwickaus. Sie befürworteten Gemeineigentum, Armenfürsorge und eine Enteignung der Klöster, notfalls auch Widerstand gegen fürstliche Gewaltmaßnahmen.
Storch lehnte die Kindertaufe ab und näherte sich den Lehren der Täufer. Er beeinflusste auch Thomas Müntzer stark, der sich 1521 in Zwickau aufhielt und Storch bei seinem Kampf um Reformen gegen den katholischen Priester Egranus unterstützte. Das örtliche Zisterzienserkloster wurde am 16. März 1522 auf sein Drängen aufgelöst.
Daraufhin rief Nikolaus Hausmann, der Reformator Zwickaus und Prediger an der Zwickauer Kirche St. Marien, seinen Freund Martin Luther zu Hilfe; dieser predigte ab Ende April öffentlich vom Rathaus zu einer Versammlung von 14.000 Bürgern aus Stadt und Umland und erreichte einen Meinungsumschwung zu Gunsten maßvollerer Reformen. Die Zwickauer Propheten mussten die Stadt verlassen.
Storch reiste mit Müntzer nach Wittenberg und beeindruckte dort Philipp Melanchthon stark; doch nachdem Melanchthon über den Kurfürsten Luther um Hilfe ersuchte, griff dieser auch hier persönlich ein. So mussten Storch, Müntzer und auch Karlstadt wiederum die Stadt verlassen. Sie wurden zu reisenden Predigern. Dass Storch nach der Niederschlagung der Bauernrevolte in Sachsen (25. Mai 1525, Schlacht bei Frankenhausen) in München in einem Hospital gestorben sei, ist unzutreffend. Er taucht 1536 ein letztes Mal in den Zwickauer Ratsprotokollen auf.